# 薩拉瓦特·尤拉耶夫雕像
薩拉瓦特·尤拉耶夫雕像（Salawat Yulayev häykäle, Pamyatnik Salavatu Yulayevu）是俄羅斯巴什科爾托斯坦共和國首府烏法的一座雕像，於1967年11月17日完工，位於烏法市區的最高點，可俯瞰別拉亞河，是烏法的重要地標與觀光景點。雕像主題為薩拉瓦特·尤拉耶夫騎在馬背上，右手揚起鞭子的形象，是全俄羅斯最大的騎士雕像，高9.8公尺，重達40公噸。此雕像的圖案也出現在巴什科爾托斯坦共和國國徽上。2009年，巴什科爾托斯坦共和國的電視與廣播公司舉辦票選巴什科爾托斯坦七大奇景，此雕像即名列其中一項奇景。

## 人物
薩拉瓦特·尤拉耶夫被巴什基爾人視為民族英雄，他曾在1773年至1775年的普加喬夫起義中領導巴什基爾人對抗沙俄政府，設計雕像的索斯兰别克·塔瓦西耶夫表示雕像中薩拉瓦特·尤拉耶夫右手揚鞭，即是為表達他招募支持者加入起義的形象。
現今巴什科爾托斯坦共和國的許多事物都以薩拉瓦特·尤拉耶夫為名，包括該國的城市薩拉瓦特、烏法的冰球隊、以及薩拉瓦特·尤拉耶夫獎等。

## 圖集

巴什科爾托斯坦共和國國徽上的薩拉瓦特·尤拉耶夫雕像
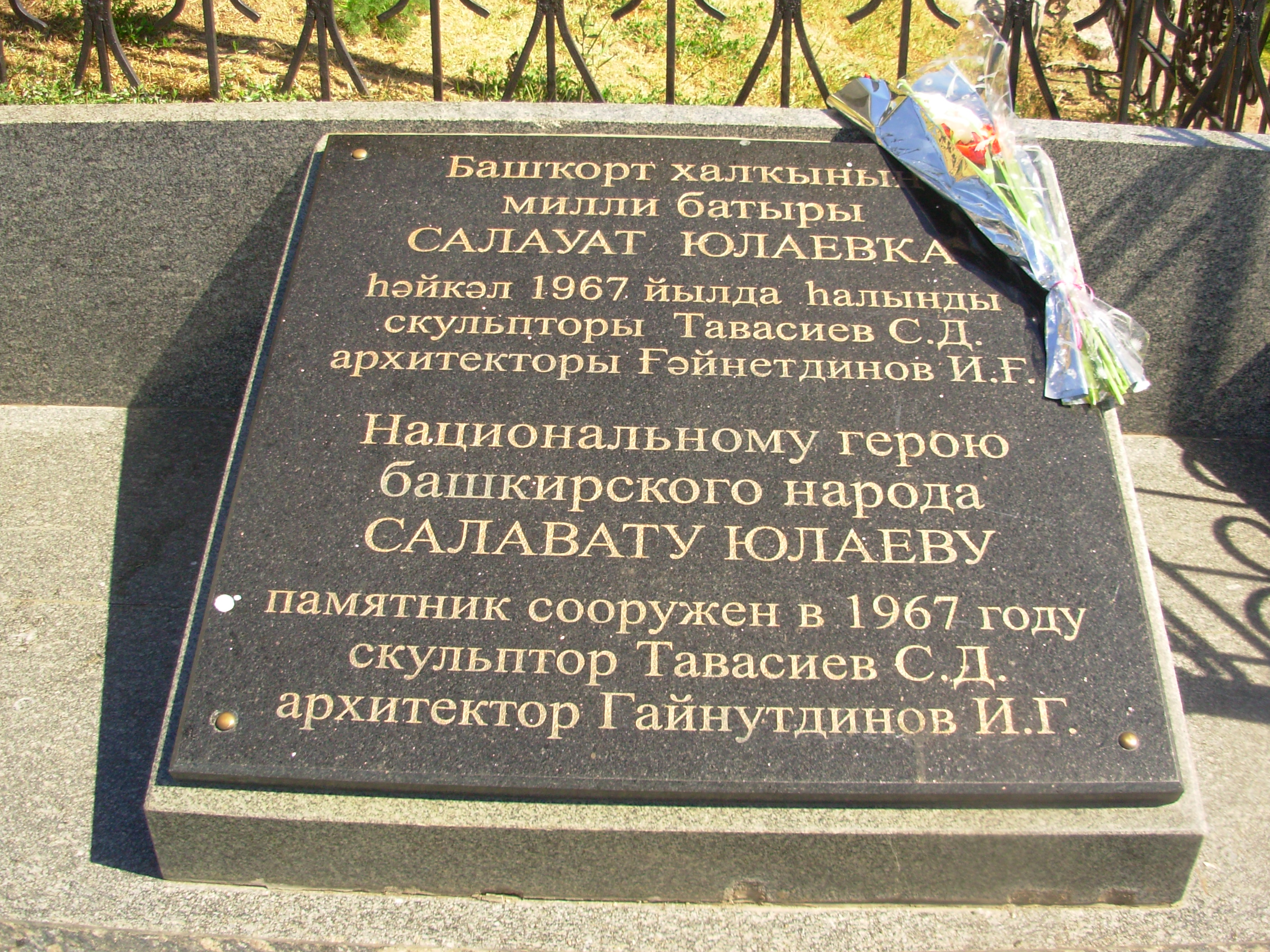
雕像的說明版